# Langisjór
Langisjór is een meer in het IJslandse binnenland. Het is ongeveer 20 kilometer lang en meer dan 2 kilometer breed, wat een totaal wateroppervlakte geeft van ongeveer 26 km². Het meer is op zijn diepste punt 75 meter diep. Het meer ligt in een onbewoond gebied ten westen van de gletsjer Vatnajökull op 670 meter boven de zeespiegel. De omgeving van het meer is daarentegen indrukwekkend mooi (zie foto's).